# 霍亨斯陶芬的康拉德
霍亨斯陶芬的康拉德（德語：Konrad der Staufer，1135年—1195年11月8日），普法爾茨伯爵，神聖羅馬皇帝腓特烈一世的弟弟。
1156年，腓特烈一世授予康拉德「普法爾茨伯爵」（Pfalzgraf）的身份。康拉德去世後，由女婿海因里希繼承爵位。

## 家庭
康拉德的妻子是赫恩堡的伊爾門加德，兩人共有2子1女：
1. 腓特烈，夭折
2. 康拉德，夭折
3. 阿格尼絲（1176年—1204年）